# Де Нола, Роберт
Роберт де Нола, также известный под псевдонимом Местре Роберта, — каталонский повар, который является автором первой печатной книги рецептов на каталонском языке, Книги повара (кат. Llibre del Coch). Он служил в качестве повара короля Неаполя Фердинанда I.

## Llibre del Coch
Нола опубликовал Llibre del Coch под псевдонимом Местре Роберта в Барселоне в 1520 году. Это была первая опубликованная поваренная книга на каталонском языке. Она также была переведен на кастильский и испанский, и первое такое издание было опубликовано в Толедо в 1525 году. Некоторые части книги основаны на Llibre de Sent Soví, знаменитой средневековой поваренной книге. Она содержит рецепты и кулинарные традиции 14-го века.